# 豪恩斯海姆
豪恩斯海姆是德国巴伐利亚州的一个市镇。总面积17.81平方公里，总人口1581人，其中男性759人，女性822人（2011年12月31日），人口密度89人/平方公里。